# Яковлев, Александр Степанович (полный кавалер ордена Славы)
Александр Степанович Яковлев (6 августа 1923, Кашино, Грязовецкого района Вологодской области — 25 сентября 1946, Вологда) полный кавалер Ордена Славы.

## Биография
Родился 6 августа 1923 года в деревне Кашино Грязовецкого района Вологодской области, в семье крестьянина, русский, образование — 4 класса.
В Красной Армии и на фронте в Великую Отечественную войну с декабря 1941 года, наводчик станкового пулемета 28-го гвардейского кавалерийского полка (6-я гвардейская кавалерийская дивизия, 3-й гвардейский кавалерийский корпус, 3-й Белорусский фронт).
14 августа 1944 года награждён орденом Славы 3 степени.
6 марта 1945 года, за подвиг в бою на подступах к городу Вормдитт (ныне Орнета,
Польша), награждён орденом Славы 2 степени.
29 июня 1945 года награждён орденом Славы 1 степени, также награждён медалями.
Демобилизован в 1946 году, вернулся в родную деревню, работал в колхозе.
Умер 25 сентября 1946 года, похоронен в Вологде.